# Omphalorissa
Omphalorissa is een geslacht van weekdieren uit de klasse van de Gastropoda (slakken).

## Soort
- Omphalorissa multilirata (Brazier, 1874)